# SŽD-Baureihe ВЛ61
Die SŽD-Baureihe ВЛ61 (deutsche Transkription WL 61) der Sowjetischen Eisenbahnen (SŽD) war eine sechsachsige Elektrolokomotive für den Betrieb auf Magistralen mit Wechselstrom. Sie wurde als erste Elektrolokomotive mit Wechselstrom der SŽD nach dem Zweiten Weltkrieg hergestellt. Zur Bauzeit wurde die Lokomotive noch unter dem Stromsystem 20 kV 50 Hz~ betrieben. Später wurde sie mit dem System 25 kV 50 Hz~ betrieben. Ab 1963 wurde sie als Zweisystemlokomotive mit den Stromsystemen 25 kV 50 Hz~/3 kV = umgebaut. Die Lokomotive wurde während ihres 25-jährigen Betriebsdienstes mit drei verschiedenen Stromsystemen betrieben.

## Historie des Erscheinens der Elektrolokomotive
1955 wurde mit Wechselstrom (20 kV, 50 Hz) der erste Versuchsabschnitt der UdSSR, die Strecke von Oscherelje nach Pawelez der Gorkowskaja schelesnaja doroga elektrifiziert. Auf diesem Abschnitt wurde die Erprobung neuer Systeme der Elektrifizierung geplant.
Für den Probebetrieb plante und baute die Elektrolokomotivenfabrik Nowotscherkassk eine Reihe von sechsachsigen Güterzug-Elektrolokomotiven. Insgesamt wurden zwölf Elektrolokomotiven gebaut; 1954 zwei Maschinen (Nr. 001, 002), 1955 zwei Maschinen (Nr. 003, 004), 1956 drei Maschinen (Nr. 005–007) und 1957 fünf Maschinen (008–012). Alle Elektrolokomotiven trugen bis Januar 1963 die Bezeichnung НО (NO), was bedeutete Nowotscherkassk Однофазный (Einfasenlok). Ab 1963 erhielten sie die noch heute gültige Bezeichnung ВЛ 61 (WL 61).
Den ersten Zug auf dem genannten Abschnitt fuhr mit der Lokomotive NO-001 der Maschinist Г. П. Стрельников (G.P. Strelnikow) von dem Lokomotivdepot Oscherelje. Von Mitte 1956 an begann der Dauerbetrieb von Elektrolokomotiven auf dem Abschnitt Oscherelje – Michailow und später auf der Linie Oscherelje – Pawelez.

## Konstruktion der Elektrolokomotive
Bei dem Bau der Lokomotive wurden mit dem Ziel der Beschleunigung der Projektierung und der Auslieferung viele Elemente des mechanischen Teiles und der Traktionsfahrmotoren der Elektrolokomotive ВЛ22M verwendet.

### Mechanischer Teil
Der Kasten der Elektrolokomotive wurde ohne traditionelle Übergangsfläche, wie sie noch bei der ВЛ22M bestand, projektiert. Die Achsfolge der Lokomotive betrug Co’Co’. Die Kraftübertragung von den Traktionsfahrmotoren zu den Antriebsrädern geschah über einen beidseitigen geradverzahnten Tatzlager-Antrieb. Die Zahnräder auf den Antriebsachsen waren gefedert gelagert, wie sie auch bei der SŽD-Baureihe ВЛ22 ausgeführt waren.

### Das Kraft-Schema
Der Traktions-Transformator der Elektrolokomotive ОЦР2400/20 (OZR2400/20) war ein Wechselstromtransformator mit zirkulierender Öl-Umlauf-Kühlung. Seine Leistung betrug 2400 kVA, die Spannung in der Primärwicklung war ursprünglich 20 kV, später 25 kV. Der Transformator war speziell für diese Lokomotive projektiert worden, hergestellt wurde er bei den Moskauer Transformatorenwerk Dynamo. Der Transformator besaß drei Windungen; die primäre an der Spannung der Fahrleitung mit 20 kV, die sekundäre Windung für die Kraft-Antriebe und die Hilfswindung für die Speisung der Hilfsmaschinen in der Kette der Verwaltung mit 380 V. Der Trafo war ölgekühlt, der Ölstrom wurde durch ein Ölstrahl-Relais gesteuert.

### Die Gleichrichtereinheit
Für die Gleichrichtereinheit wurden Ignitronen mit der Bezeichnung ИВС-200/5 (IWS-200/5) verwendet. Sie wurden konzipiert für einen Strom von 200 A, die maximale gegenteilige Spannung betrug 5200 V. Eingerichtet waren auf der Elektrolokomotive acht Ignitronen, die paarweise eingeschlossen waren. Eine Gruppe von vier Ignitronen waren auf ein Drehgestell und somit für drei Traktionsfahrmotoren zugeordnet. Die Kühlung der Ignitronen wurde auf flüssiger Basis vorgenommen; im Sommer mit Wasser, im Winter mit einem zusätzlichen Frostschutzmittel. Für die Kühlsektionen der Ignitronen wurde ein Standard-Kühlkreislauf der Diesellokomotive ТЭ3 verwendet.

### Regulierung der Spannung auf die Traktionsfahrmotoren
Die Regulierung der Spannung auf die Klemmen der Traktionsfahrmotoren wurde durch die Änderung der angeschlossenen Sektionen der Sekundärwicklung des Traktionstransformators verwirklicht. In der Periode der Anfahrt waren die Windungen zuerst entgegen, später übereinstimmend angeordnet. Die Umschaltung führte ein elektropneumatisches Schütz durch. Das Schütz wurde durch einen Niederspannungs-Zwischenfahrschalter gesteuert, dieser wurde von einem Servomotor angetrieben. Die Elektrolokomotive besaß 33 Dauerfahrstufen, die Positionen 1, 5, 9, 13, 17, 21, 25, 29 und 33 waren analog den Stufen des Fahrschalters.

### Hilfsmaschinen
Alle Hilfsmaschinen der Elektrolokomotive wurden von Wechselstrom-Kurzschlussläufer-Motoren angetrieben. Die Lokomotive besaß zwei Luftventilatoren für die Kühlung der Traktionsfahrmotoren, die praktisch identisch denen der ВЛ22M ausgeführt waren. Diese saugten ihre Luft von geschlitzten Jalousien ein und verdichteten sie zur Kühlung der Motoren. Zwei Motor-Kompressoren vom Typ Э-500 (E-500) versorgten die Elektrolokomotive mit komprimierter Luft. Zwei Kreiselpumpen führten die Kühlung der Ignitronen durch, und eine dritte Pumpe besorgte die Zirkulation des Öles für die Kühlung des Transformators. Außerdem besaß die Maschine einen Generator für den Gleichstrom-Kreislauf mit einer Spannung von 50 V, diese wurde ebenfalls von einer separaten Maschine angetrieben.
Abgesehen von der vollen Anregung der Traktionsfahrmotoren wurde auch noch eine Stufe der Schwächung mit 50 % angewendet.

## Elektrolokomotive der Reihe ВЛ61д
Ein erstes Skizzenprojekt für die Ausführung einer Zweisystemlokomotive wurde schon 1957 ausgeführt, welches allerdings nicht verwirklicht wurde. Doch 1963 entstand bei der Elektrifizierung des Hauptabschnittes der Sewero-Kawkasskaja schelesnaja doroga mit Wechselstrom beim Abschnitt Rostow am Don – Georgijewsk eine Grenze zwischen einem mit Wechselstrom und einem mit Gleichstrom bespannten Netz auf der Station Mineralnyje Wody. Die Linie Mineralnyje Wody – Kislowodsk wurde schon vor dem Zweiten Weltkrieg mit Gleichstrom bespannt. Es wurde in diesem Fall entschieden, keine umschaltbare Fahrleitung in der Station, sondern das Projekt der Zweisystemlokomotiven zu verwenden.
Ende 1963 wurde der Umbau der ВЛ61.004 in eine Zweisystemlokomotive verwirklicht, sie erhielt die Bezeichnung ВЛ61д. Im Zuge der Umgestaltung wurden bei der Lokomotive die Kurzschlussläufer-Motoren der Hilfsmaschinen, der Fahrschalter, Schütze und Umschalter der Sektionen der Wicklungen des Transformators entfernt. Anstatt ihrer wurden schnellwirkende Ausschalter, ein neuer Fahrschalter, Relais-Anlasser und Motoren für Gleichstrom für den Antrieb der Hilfsmaschinen verwendet. Ebenso wurden auch andere Einrichtungen, die noch bei der SŽD-Baureihe ВЛ22 angewendet wurden, durch neuere ersetzt. Die Ignitronen wurden durch stärkere vom Typ ИВС-500/5 (IWS-500/5) ersetzt, das Shema der Gleichrichtung wurde als Brückengleichrichter verwendet. Die Kraftkette der Fahrmotoren wurde wie bei der ВЛ22M mit ergänzenden Elementen für den Schutz der Elektrolokomotive bei Speisung mit Wechselstrom ausgeführt.
Bei Betrieb unter Gleichstrom arbeitete die Lokomotive wie die ВЛ22M. Bei Wechselstrom und Gleichstrom arbeitete die Lokomotive unter den gleichen Voraussetzungen, da bei der Arbeit unter Wechselstrom die Spannung am Ausgang der Gleichrichter ebenfalls 3000 V betrug. Die Speisung der Hilfsmaschinen wurde von dem Mittelpunkt der tiefsten Wicklung des Transformators vorgenommen, die Spannung am Austritt des Gleichrichters betrug hier 1500 V.
1964/1965 wurden die übrigen elf Lokomotiven in Zweisystemlokomotiven umgebaut. Damit arbeiteten alle Lokomotiven der Serie in dem Abschnitt Mineralnyje Wody – Kislowodsk. Zum Ende der 1960er Jahre wurden die Ignitronen durch Halbleiter-Bauelemente ersetzt. In der Zeit von 1972 bis 1980 wurden alle Lokomotiven von der SŽD-Baureihe ВЛ82 ersetzt und ausgemustert. Bekannt ist, dass die ВЛ61.012 im Eisenbahnmuseum Rostow am Don erhalten geblieben ist.